# Блис, Роберт
Ро́берт Блис (англ. Robert A. Blees; 9 июня 1918, Латроп, Миссури — 31 января 2015, Менло-Парк, Калифорния) — американский сценарист и продюсер.

## Биография
Блис родился в Латропе (Миссури) 9 июня 1918 года. Служил штурманом бомбардировщика в воздушном корпусе армии США во время Второй мировой войны.
Он получил образование в Дартмутском колледже. По его окончании Роберт трудился автором статей и фотографом в журналах Time и Life.
Его творческая деятельность в качестве сценариста и продюсера в кино и на ТВ насчитывает около полусотни работ, включая фильмы «Великолепная одержимость» и «Осенние листья» и телесериалы «Бонзанза», «Театр создателей саспенса» и «Барнаби Джонс». Он также был многолетним членом правления Фонда кино и телевидения и членом Академии кинематографических искусств и наук.

## Личная жизнь
Роберт Блис был женат на своей коллеге Дороти Робинсон (1912—1997). У пары было трое детей.
Он скончался 31 января 2015 года в доме своей дочери Синтии в Менло-Парке (Калифорния) в окружении членов семьи.

## Избранная фильмография
- Стеклянная паутина (1953)
- Королева скота из Монтаны (1954)
- Великолепная одержимость (1954)[8]
- Осенние листья (1956)
- Оттенки алого (1956)
- Чёрный скорпион (1957)
- Тайна средней школы (1958)
- Кричащая женщина (1958)
- С Земли на Луну прямым путём за 97 часов 20 минут (1958)
- Кто прикончил тётушку Ру? (1972)
- Лягушки (1972)
- Возвращение доктора Файбса (1972)
- Проект Н.Л.О. (1978-79) (телесериал)
- Коломбо: Идеальное преступление (1978) (телесериал)
- Грубая жатва (1981)